# Sisyropa subdistincta
Sisyropa subdistincta là một loài ruồi trong họ Tachinidae.